# Anaphes comosipennis
Anaphes comosipennis är en stekelart som beskrevs av Girault 1917. Anaphes comosipennis ingår i släktet Anaphes och familjen dvärgsteklar.
Artens utbredningsområde är Tanzania. Inga underarter finns listade i Catalogue of Life.